# Albumin
Albumíni so ena od skupin globularnih, nevtralnih beljakovin, ki so topne v vodi. Vsebujejo zelo malo glicina in veliko aminokislin, ki vsebujejo žveplo (S). Pri segrevanju koagulirajo, se pravi tvorijo netopne oborine, strdke. Z amonijevim sulfatom (VI) jih lahko reverzibilno oborimo.
Najpogosteje se pojavljajo skupaj z globulini v 3 oblikah:
- serumski albumini, ki predstavljajo 55% beljakovin v človeški krvni plazmi, pomembni pa so zaradi svojih sposobnosti vezave vode, k čemer prispevajo k uravnavanju osmotskega tlaka krvi in s tem tudi njenega volumna, poleg tega pa vežejo nase in transportirajo tudi proste maščobne kisline, kalcij (Ca) ter nekatere droge,
- laktoalbumini, ki so ene izmed beljakovin v mleku,
- ovoalbumini, ki nastopajo v jajčnem beljaku.

## Serumski albumini
Človeški serumski albumin je enojna peptidna veriga, sestavljena iz 585 aminokislin v obliki treh homolognih domen, povezanih s 17 disulfidnimi vezmi, ki stabilizirajo peptid. Konfiguracija vključuje 67% alfa heliksov in 10% beta zavojev in vsaka domena ima dva dolga in eden krajši zavoj. Na sebi nima vezanih ogljikovih hidratov in je ena najbolj hidrofilnih plazemskih beljakovin. Zaradi svoje kompaktne zgradbe minimalno vpliva na viskoznost krvi. Povprečna molekulska masa znaša 66 kDa.
Sintetiziran je v jetrih. Pomemben je predvsem za zagotavljanje koloidnega osmotskega oz. onkotskega tlaka v žilah (okoli 80 % celotne vrednosti tlaka), poleg tega pa veže kalcijeve, cinkove in bakrove ione (Ca2+, Zn2+ in Cu2+), prenaša različne hormone (npr. kortizol in tiroksin), droge in zdravila, maščobne kisline in bilirubin ter preko histidinskih aminokislinskih ostankov deluje kot pufer v zunajceličnih tekočinah.
Normalna koncentracija albumina v krvi znaša 3,5-5,0 g/dL in predstavlja 60% vseh plazemskih beljakovin. Zmanjšane koncentracije albumina (hipoalbuminoemija) nakazujejo na poslabšanje zdravstvenega stanja, predvsem zaradi dehidracije, zmanjšane funkcije ščitnice (hipotiroidizem) ter raznih bolezenskih stanj in poškodb jeter, ledvic in kože. Zmanjšanje koncetracije pod 2,0 g/dL povzroči nastanek edema zaradi oslabljenega onkotskega tlaka. Poleg tega je koncentracija albuminov pomembna tudi iz vidika aplikacije zdravil v človeško telo. Namreč, samo proste oz. nevezane molekule zdravila so farmakološko aktivne, vezava pa je reverzibilna, kar lahko zapišemo kot:
{\displaystyle {[}A-Z{]}{\begin{smallmatrix}\displaystyle \rightharpoonup \\\displaystyle \leftharpoondown \end{smallmatrix}}{[}A{]}+{[}Z{]}}
Disociacijska konstanta (KD) je tako:
{\displaystyle K_{D}={\frac {{[}A{]}{[}Z{]}}{{[}A-Z{]}}}}
oziroma
{\displaystyle {\frac {K_{D}}{{[}A{]}}}={\frac {{[}Z{]}}{{[}A-Z{]}}}.}
V primeru hipoalbuminoemije se bo glede na zgornjo enačbo koncetracija nevezanega zdravila (Z) povečala, kar pomeni, da lahko količina zdravila, ki jo navadno damo zdravemu človeku brez tovrstnega stanja, deluje toksično na človeka s hipoalbuminoemijo zaradi relativno prevelikega odmerka.